# L'Enfer des armes
 (août 2021).
Si vous disposez d'ouvrages ou d'articles de référence ou si vous connaissez des sites web de qualité traitant du thème abordé ici, merci de compléter l'article en donnant les références utiles à sa vérifiabilité et en les liant à la section « Notes et références ».
Pour plus de détails, voir Fiche technique et Distribution.
L'Enfer des armes (第一類型危險, Dì yī lèi xíng wéi xiǎn) est un film hongkongais réalisé par Tsui Hark, sorti en 1980.

## Synopsis
À Hong Kong, trois fils de bonne famille font la rencontre d’une jeune fille qui se joint à eux pour commettre ensemble des larcins. 

## Fiche technique
- Titre : L'Enfer des armes
- Titre original : 第一類型危險, Dì yī lèi xíng wéi xiǎn - Dangerous Encounter - 1st Kind
- Réalisation : Tsui Hark
- Scénario : Tsui Hark et Szeto Chuek-hon
- Production : Fung Wing-fat
- Musique : Tang Siu-lam, Yu Leun
- Photographie : David Chung
- Décors : Tony Au
- Montage : Chow Cheung-kan, Tsi Wai Wu
- Pays d'origine : Hong Kong
- Format : Couleurs - 2,35:1 - Mono - 35 mm
- Genre : Action, thriller
- Durée : 90 minutes
- Date de sortie : 1980 (Hong Kong), 30 juillet 1985 (France), 7 février 2024 (reprise France)
- Interdit aux moins de 12 ans en France ( Édition DVD Hk Video " La Trilogie du Chaos")

## Distribution
- Lo Lieh (VF : Mario Santini) : Tan
- Lin Chen-chi (VF : Catherine Lafond) : Pearl
- Albert Au (VF : Jean-François Vlérick) : Paul
- Lung Tin-sang (VF : Vincent Ropion) : Lung
- Che Biu-law (VF : Thierry Ragueneau) : Ko
- Ray Lui : Inspecteur Lui
- Pierre Tremblay: Un des hommes de Nigel

## Tournage
Pierre Tremblay raconta à Nanarland le tournage de sa dernière scène du film: il avait répété une séquence où il devait recevoir une balle dans la poitrine et, sous la force de l'impact, se jeter en arrière pour tomber sur un matelas placé hors-champ. Quand cette scène fut filmée, l'acteur ignorait que le matelas fut retiré et il atterrit sur le sol. Il remarqua Tsui Hark esquisser un petit sourire et comprit qu'il avait planifié ce coup. Le metteur en scène interpella un assistant pour s'occuper de l'acteur blessé. Ce dernier réclama et obtint un supplément de salaire pour « douleur non prévue » à cause de son coude ensanglanté.

## Musiques utilisées
Dans l'industrie du cinéma hongkongais dans les années 1970 et 1980, certains réalisateurs utilisaient des musiques issues de pays occidentaux pour sonoriser leurs films. Ainsi dans L'Enfer des armes on peut retrouver aussi bien du John Barry que du Jerry Goldsmith ou du Jean-Michel Jarre, en passant par Pierre Bachelet et The Alan Parsons Project.
Pour L'enfer des armes, Tsui Hark jette son dévolu sur le compositeur Roy Budd, à qui il emprunte de nombreux morceaux issus de plusieurs bandes originales comme Wild Geese (Les Oies sauvages) par exemple, mais surtout de Sea Wolves (Le Commando de sa Majesté). On trouve également quelques passages d'Amityville composé par Lalo Schifrin, ainsi que des extraits de Histoire d'O de Pierre Bachelet et de Entends-tu les chiens aboyer ? de Vangelis, côtoyant Zombi de Goblin. Un extrait de L'Empire contre-attaque apparaît de manière surprenante. Outre ces musiques de films, le réalisateur chinois utilise des extraits d'albums variés comme Oxygène de Jean-Michel Jarre, Just Blue de Space ou Star Peace de Droids. Mais on trouve également des titres encore moins connus, avec Wunderbar de Wolfgang Reichmann et Cosmic Wind du Mike Thedore Orchestra. Un véritable patchwork musical qui donne au film une identité sonore particulière.
Liste non exhaustive des chansons ou extraits que l'on peut entendre dans le film :
- Goblin : L'Alba dei Morti Viventi / Zombi / La Caccia (BoF Zombi) ;
- Wolfgang Reichmann : Silberland (album Wunderbar) ;
- Space : Just Blue (album Just Blue) ;
- Droids : The Force (album Star Peace) ;
- Alan Parsons Project : Voyager (album Pyramid) ;
- Jean-Michel Jarre : Oxygène IV / sons de transition entre Oxygène IV et Oxygène V / Oxygène I (début) (album Oxygène) ;
- Barry de Vorzon : The Fight / Baseball Fury Chase (début) (BoF Les Guerriers de la nuit) ;
- Jerry Goldsmith : The Cloud / Spock's Walk (montage de deux séquences du morceau) (BoF Star Trek, le film) ;
- Pierre Bachelet : O Comme Alice / O et la Valse du gramophone / O et l'Amour d'Ivan (BoF Histoire d'O) ;
- The Mike Theodore Orchestra : Moon Trek (album Cosmic Wind) ;
- Joseph Koo & Ku Chia Hui : We are not Sick Men (deux extraits de quelques secondes) (BoF La Fureur de vaincre) ;
- Vangelis : Ignacio part 1 (deux extraits) / Ignacio part 2 (quatre extraits de la partie de percussions) (BoF Entends-tu les Chiens Aboyer ?) ;
- Pink Floyd : Echoes (seulement les bips de débuts) (album Meddle) ;
- Wolfgang Amadeus Mozart : Symphonie no 40 en Sol mineur ;
- Roy Budd :
  - Montage de Compound et Wild Geese / Wild Geese Main Titles (première minute) / montage d'un extrait de Rafer's Death et de Compound (BoF Les Oies sauvages) ;
  - Ennemy Beneath the Waves (plusieurs courts extraits) / Boarding Party (deux courts extraits) (BoF Le Commando de sa Majesté) ;
- John Barry : Return to the Sea (un court extrait de la face de 22 min) (BoF The Deep) ;
- John Williams : Han Solo and the Princess (dernière minute du morceau) (BoF L'Empire contre-attaque) ;
- Lalo Schifrin : The Ax (trois extraits) / The Wind (un extrait) / The Basement (un extrait) / montage d'un extrait de Bleeding Walls et de Get Out ! (BoF Amityville) ;
- Charles Bernstein : Flight int he Night (début et dernier thème) / Laying the Trap (extrait de quelques secondes) (BoF Gator) ;
- Albert Au : 帶著夢飛翔 (album With a Dream to Fly).